# Bastasi (Bosansko Grahovo, BiH)
Bastasi su naseljeno mjesto u općini Bosansko Grahovo, Federacija Bosne i Hercegovine, BiH.

## Povijest
U Bastasima, postoji Gradina, rimsko utvrđenje, nedovoljno istraženo. Smatra se da je ime sela formirano od talijanske riječi "basta", koja se upotrebljava u značenju našeg "dosta", te da ime sela Bastasi podsjeća na nekadašnje prisustvo Rimljana. Selo istog imena se nalazi i kod Drvara.
Nađeni su arheološki i epigrafski ostaci, ulomci rimskih nadgrobnih spomenika (lat. stela) od vapnenca koji mogu posvjedočiti o nekadašnjem rimskom naselju na ovome lokalitetu. Jedna se nalazi u rimskoj zbirci Regionalnog muzeja u Livnu. Dimenzije su joj 40x41x10 cm. Zanimljiva je po tome što na natpisnom polju dimenzija 11x36 cm, iz nekog razloga nema natpisa. Na reljefnom dijelu su predstavljane četiri osobe, od kojih je jedna van uokvirenog medaljona, vjerojatno rob (lat. servus).

## Stanovništvo

### 1991.
Nacionalni sastav stanovništva 1991. godine, bio je sljedeći:
ukupno: 194
- Srbi - 194

### 2013.
Nacionalni sastav stanovništva 2013. godine, bio je sljedeći:
ukupno: 20
- Srbi - 20